# Dalgona
Dalgona (kor. 달고나) lub ppopgi (kor. 뽑기) – koreański cukierek wytwarzany z roztopionego cukru i sody oczyszczonej, pochodzący z Korei Południowej. Jest popularną przekąską uliczną od lat 60. XX wieku.

## Proces przygotowania
Podczas mieszania odrobiny sody oczyszczonej z roztopionym cukrem następuje termiczny rozkład sody, co powoduje uwolnienie dwutlenku węgla. Dzięki temu skarmelizowany cukier zwiększa swoją objętość i po ostygnięciu tworzy lekką i chrupiącą strukturę. Zazwyczaj kremowa, beżowa masa jest wylewana na płaską powierzchnię, następnie spłaszczana i odciskana przy pomocy foremki, tworząc wzór na powierzchni cukierka, np. gwiazdę lub serce. Popularną zabawą jest próba wycięcia kształtu bez złamania cukierka. Tradycyjnie, jeśli komuś udało się wyciąć kształt bez uszkodzenia, otrzymywał od sprzedawcy kolejną darmową porcję dalgony.

## Współczesne zastosowanie
Współczesne kawiarnie w Korei Południowej serwują napoje inspirowane dalgoną, np. kawę dalgona, gdzie ubita pianka o smaku cukierka jest nakładana na zimną kawę lub herbatę. Dalgona wykorzystywana jest także w wypiekach, takich jak scones, oraz w deserach, np. bingsu i sufletach.

## Popularność i wpływ popkultury
Dalgona pojawiła się w serialu Netflixa Squid Game, gdzie wyzwaniem było precyzyjne wycięcie wzoru z cukierka. W serialu konsekwencje porażki były śmiertelne, co podniosło napięcie związane z tą grą. Globalna popularność Squid Game doprowadziła do odrodzenia zainteresowania dalgoną, zarówno w Korei Południowej, jak i na całym świecie. Sprzedaż u sprzedawców ulicznych podwoiła się, a zagraniczni turyści zaczęli interesować się tym cukierkiem. Na platformach społecznościowych, takich jak TikTok i YouTube, pojawiło się wiele filmów instruktażowych pokazujących, jak przygotować dalgonę w domu.